# Піщанська Ольга Станіславівна
О́льга Станісла́вівна Піща́нська (нар. 16 листопада 1975, Узбецька РСР) — українська економістка, менеджерка, голова Рахункової палати України. У 2020-2023 роках була головою Антимонопольного комітету України.

## Освіта
1997 року закінчила Криворізький технічний університет за спеціальністю «промислове та цивільне будівництво».
У 2001 році здобула ступінь магістра економіки підприємництва у Київському економічному університеті.
З 2010 року сертифікована проєктна менеджерка AFM. Закінчила Единбурзьку бізнес-школу (Heriot-Watt University), програма MBA (сертифікація з 9 предметів, Master of Business Administration).

## Трудова діяльність
З липня 1997 року по квітень 1999 року працювала інженеркою-операторкою персонального комп'ютера МПП «Техпроцес».
З травня 1999 року по березень 2004 року — інженерка проєктно-конструкторського бюро, далі — інженерка I категорії Криворізького державного гірничо-металургійного комбінату «Криворіжсталь».
З березня 2004 року по грудень 2015 року працює на ПАТ «АрселорМіттал Кривий Ріг» у різних структурних підрозділах, на посадах: начальниця відділу зовнішнього проєктування; менеджерка із закупівлі послуг, менеджерка із забезпечення стратегічних та інвестиційних проєктів.
З січня по квітень 2016 року — начальниця відділу закупівель механічних матеріально-технічних ресурсів ТОВ «Метінвест».
З грудня 2016 року по серпень 2019 року — директорка ТОВ «Закупівельні рішення».
З листопада 2017 по серпень 2019 року — комерційна директорка ТОВ «СТЕМ Інжиніринг».

## Голова Антимонопольного комітету України
Указом Президента України від 2 вересня 2019 року № 643/2019 Ольга Піщанська була призначена на посаду першої заступниці голови Антимонопольного комітету України — державної уповноваженої.
Майже через рік, 16 липня 2020 року, Верховна Рада України призначила Ольгу Піщанську головою Антимонопольного комітету України.
На посаді голови АМКУ здійснила реформу територіальних відділень Комітету, скоротивши їх кількість до шести.
Сприяла реалізації реформи органу оскарження публічних закупівель. Зміни включали запровадження окремих посад уповноважених з розгляду скарг.
Після початку широкомасштабної війни Піщанська від імені АМКУ звернулася до усіх міжнародних партнерів комітету із закликом припинити участь представників Росії в їхній роботі. У відповідь чимало організацій, як наприклад ОЕСР, виключили представників Росії та Білорусі зі свого складу.

#### Реформа антимонопольного законодавства
Була прибічницею здійснення реформи антимонопольного законодавства та оновлення інструментарію комітету, оскільки на виконання вимог Угоди Україна — ЄС, Україна мала здійснити повну імплементацію свого конкуренційного законодавства. 
Піщанська як голова АМКУ сприяла підготовці та запуску триетапної реформи конкуренційного законодавства, частиною якої був законопроєкт №5431.
9 серпня 2023 року Верховна рада України ухвалила у другому читанні та в цілому проєкт Закону України «Про внесення змін до деяких законодавчих актів України щодо вдосконалення діяльності Антимонопольного комітету України», який дав старт реформі конкуренційного законодавства.
Посол ЄС в Україні Матті Маасікас привітав ухвалення законопроєкту № 5431, зазначивши, що він посилить незалежність АМКУ та додасть йому повноважень для боротьби з антиконкурентними практиками.
Також амбасадорка США в Україні Бріджит Брінк, привітавши ухвалення законопроєкту № 5431, зазначила, що він підвищить конкурентоспроможність України та допоможе залучити інвестиції приватного сектора під час процесу її відновлення.
12 вересня 2023 року документ було підписано Президентом України Володимиром Зеленським, що офіційно вважається початком антимонопольної реформи.

##### Звільнення з АМКУ
5 вересня 2023 року Піщанська звільнилася з посади голови АМКУ, Верховна Рада України підтримала рішення.
Преса повідомляла про заплановане призначення Піщанської новою керівницею Фонду держмайна України замість Рустема Умерова, який став керувати Міністерством оборони України. Натомість наступним головою АМКУ 6 вересня 2023 року став колишній керівник Донецької обласної військової адміністрації Павло Кириленко.

## Голова Рахункової палати
У жовтні 2023 року Верховна Рада України оголосила повторний конкурс на зайняття вакантних посад членів Рахункової палати. Парламент прийняв постанову про призначення на посади членів Рахункової палати Кирила Клименка, Сергія Ключку, Ольгу Піщанську та Єлизавету Пушко-Цибуляк. 
Щодо обрання голови Рахункової палати, то у грудні 2023 року парламент провів так зване "сигнальне" голосування за кандидатуру Ольги Піщанської. Набрані близько 230 голосів спікер парламенту визнав як "недостатні". Водночас під час голосування у сесійній залі 10 січня 2024 року було зафіксовано 252 голоси за призначення Ольги Піщанської головою Рахункової палати. 
Раніше посли «Групи семи» висловили занепокоєння через наміри української влади призначати членів Рахункової палати до завершення її реформування.

##### Реформування Рахункової палати
10 січня 2024 року спікер Верховної Ради Руслан Стефанчук представив колективу Рахункової палати нову Голову інституції Піщанську. Піщанська відзначила, що головними пріоритетами роботи Рахункової плати є прозорість, перехід на міжнародні стандарти фінансового аудиту й відповідальність за невиконання її рекомендацій. 
30 листопада 2024 року Верховна Рада України підтримала в другому читанні та в цілому проєкт закону №10044-д, який вносить ключові зміни до Закону України «Про Рахункову палату» та низки інших законодавчих актів. Законопроєкт отримав підтримку 240 народних депутатів і став важливим етапом розвитку інституції, головною метою якого є посилення незалежності, повний перехід на міжнародні стандарти та розширення повноважень.  

## Особисте життя
Неодружена, виховує сина.